# بریفو، گامبیا
بریفو (به لاتین: Brifu) یک منطقهٔ مسکونی در گامبیا است که در Upper River Division واقع شده‌است. بریفو ۱٬۴۴۰ نفر جمعیت دارد.